# Útápam

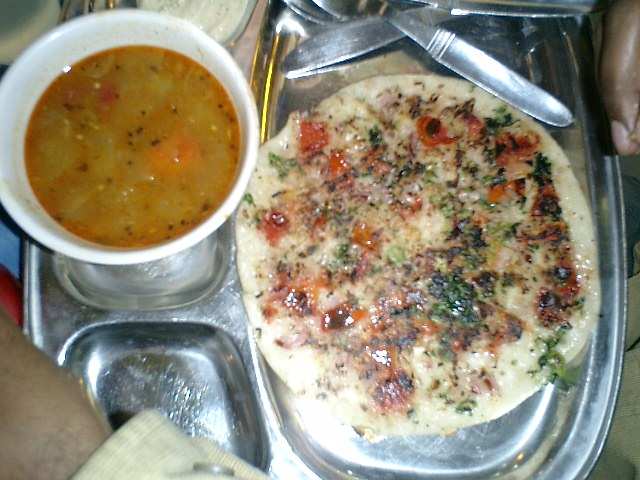

Az útápam (ūttāppam; esetleg: úttáppam) indiai lepényféleség, mely más indiai lepényektől eltérően nem vékony és ropogós, hanem vastagabb, belső állagát tekintve pedig puha. További különbség, hogy ezt a lepényfélét nem szokták tölteni – helyette a tésztába sütik bele a kívánt kiegészítőket, mely jellemzően darabolt paradicsom, illetve chili-hagyma keverék. Szintén gyakori kiegészítője a kókusz és a vegyes zöldség.
Az uttapam tésztája száraz hüvelyesek és rizs keverékéből készül, fermentálással (más néven erjesztéssel). India meleg éghajlatán a fermentálódás különösebb nehézség nélkül, gyorsan végbemegy, más országokban azonban az eltérő időjárási körülmények, illetve a hidegebb évszakok lehetetlenné tehetik a tésztakészítés e módozatát. Ilyen esetben a palacsintához hasonló módon (szódavíz vagy szódabikarbóna hozzáadásával) hamis uttapam készíthető.

## Külső hivatkozások
- Jé! India – Instant útápam